# 内藤ハウス

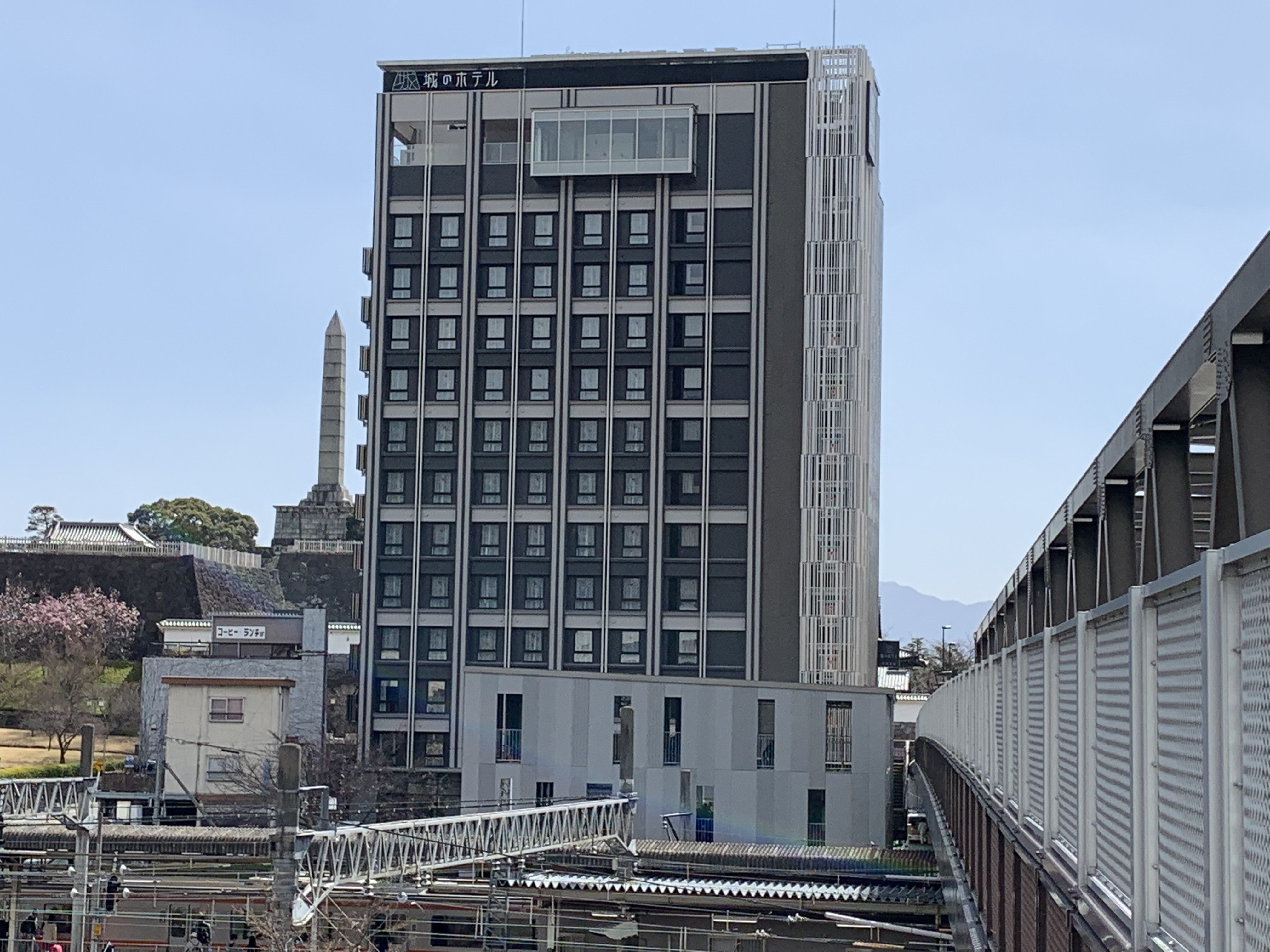
城のホテル甲府

株式会社内藤ハウス（ないとうハウス、英: Naito House Corporation.）は、山梨県韮崎市に本社を置く建設会社およびホテル運営会社である。

## 沿革
- 1967年 - 前身となる内藤ハウス製作所を創業。
- 1969年 - 株式会社化し、現会社を設立。

## 主な事業内容

### 建設・設計事業
主に立体駐車場やシステム建築・プレハブ建築の設計、建設を行なっている。
拠点
- 東北地方－仙台支店（仙台市太白区）
- 関東地方－東京支店（東京都千代田区）、横浜支店（横浜市西区）、八王子営業所（東京都八王子市）、千葉営業所（千葉市中央区）、埼玉営業所（さいたま市大宮区）
- 甲信越・東海地方－本社・工場兼山梨営業所（山梨県韮崎市）、名古屋支店（名古屋市千種区）、長野営業所（長野県長野市）、松本営業所（長野県松本市）、静岡営業所（静岡市葵区）
- 近畿地方－大阪支店（大阪市中央区）
- 九州地方－福岡営業所（福岡市博多区）

北海道は東京支店内にある営業戦略推進部が担当。
中国地方と四国地方は大阪支店と福岡営業所が担当。
かつては岩手県に岩手営業所が存在したが、2018年に仙台支店へ統合・閉鎖された。

### ホテル事業
ビジネスホテル事業を展開しており、「ホテルサードニクス」ブランドと「ホテル内藤」ブランドを展開している。

#### ホテルサードニクス
東京都に2店舗展開しており、内藤ハウス直営で運営している。
- ホテルサードニクス東京（東京都中央区八丁堀）
- ホテルサードニクス上野（東京都台東区上野）

#### ホテル内藤
山梨県に4店舗展開しており、系列のホテル内藤グループ（株式会社内外ビル）で運営している。
- 城のホテル甲府（山梨県甲府市）－2020年6月開業。甲府城に隣接。
  - サンパークホテル内藤－2018年まで営業していた城のホテル甲府の前身のホテル。
- センティアホテル内藤（山梨県甲府市）
- 甲斐のホテル（山梨県甲府市）－2024年6月開業。甲府バイパスと昭和通り沿いで営業。
  - ホテル内藤甲府昭和（山梨県甲府市）－甲斐のホテルの前身のホテル。
- スパランドホテル内藤（山梨県笛吹市）

かつてはホテル内藤相生（山梨県甲府市）が存在したが、2011年5月末に閉店した。

#### 指定管理者
以下の温浴施設の指定管理者を行っている。
- みはらしの丘みたまの湯（山梨県西八代郡市川三郷町）
- 遊・湯ふれあい公園（山梨県南アルプス市）